# Борон (Каліфорнія)
Борон (англ. Boron) — переписна місцевість (CDP) в США, в окрузі Керн штату Каліфорнія. Населення — 2086 осіб (2020).

## Географія
Борон розташований за координатами 35°1′19″ пн. ш. 117°39′58″ зх. д. / 35.02194° пн. ш. 117.66611° зх. д. (35.022077, -117.666206).  За даними Бюро перепису населення США в 2010 році переписна місцевість мала площу 35,80 км², з яких 35,74 км² — суходіл та 0,05 км² — водойми.

## Демографія
Згідно з переписом 2010 року, у переписній місцевості мешкали 2253 особи в 892 домогосподарствах у складі 551 родини. Густота населення становила 63 особи/км².  Було 1208 помешкань (34/км²).
Расовий склад населення:
| - 77,5 % — білих - 7,2 % — чорних або афроамериканців - 2,2 % — корінних американців - 2,1 % — азіатів - 0,2 % — вихідців з тихоокеанських островів - 6,3 % — осіб інших рас |

До двох чи більше рас належало 4,6 %. Частка іспаномовних становила 18,0 % від усіх жителів.
За віковим діапазоном населення розподілялося таким чином: 27,6 % — особи молодші 18 років, 59,3 % — особи у віці 18—64 років, 13,1 % — особи у віці 65 років та старші. Медіана віку мешканця становила 39,3 року. На 100 осіб жіночої статі у переписній місцевості припадало 106,9 чоловіків;  на 100 жінок у віці від 18 років та старших — 107,1 чоловіків також старших 18 років.
Середній дохід на одне домашнє господарство  становив 43 899 доларів США (медіана — 28 750), а середній дохід на одну сім'ю — 50 348 доларів (медіана — 38 859). Медіана доходів становила 50 982 долари для чоловіків та 56 000 доларів для жінок. За межею бідності перебувало 33,4 % осіб, у тому числі 50,4 % дітей у віці до 18 років та 11,9 % осіб у віці 65 років та старших.
Цивільне працевлаштоване населення становило 504 особи. Основні галузі зайнятості: сільське господарство, лісництво, риболовля — 23,4 %, освіта, охорона здоров'я та соціальна допомога — 16,7 %, мистецтво, розваги та відпочинок — 13,7 %, роздрібна торгівля — 12,5 %.